# Исток (приток Кети)
Исток — река в Верхнекетском районе Томской области России. Устье находится в 26 км по правому берегу протоки Карбинская Анга реки Кеть. Длина реки составляет 33 км.

## Данные водного реестра
По данным государственного водного реестра России относится к Верхнеобскому бассейновому округу, водохозяйственный участок реки — Кеть, речной подбассейн реки — бассейн притоков (Верхней) Оби от Чулыма до Кети. Речной бассейн реки — (Верхняя) Обь до впадения Иртыша.